# Cerâmica vermelha
A cerâmica vermelha é a atividade de produção de setor cerâmica vermelha, a partir de argilas, depende de algumas características determinadas por sua plasticidade, capacidade de absorver e ceder água, capacidade aglutinante, índice de trabalhabilidade, contração na secagem e queima, é submetida a altas temperaturas que lhe atribuem rigidez e resistência mediante a fusão de certos componentes da massa.
Entende-se por cerâmica vermelha todos os materiais com coloração avermelhada utilizados na construção civil (tijolos, blocos, telhas, elementos vazados, lajes, tubos cerâmicos e argilas expandidas).
É uma indústria de processos químicos, onde as matérias-primas passam por uma sequência de processamentos, alterando, em cada etapa, suas características físicas e químicas, até a obtenção do produto final.
Observadas as suas características ambientais, a Indústria de Cerâmica Vermelha possui aspectos bastante positivos no que diz respeito à matéria-prima abundante, sua durabilidade, possibilidade de reutilização ou reciclagem ao final da vida útil e seu baixo conteúdo energético. Diversos estudos desenvolvidos em centros de pesquisa de todo o país consideraram ainda a possibilidade de reaproveitamento de resíduos de outras indústrias como matéria-prima na confecção dos produtos de cerâmica vermelha, como a turfa (HENRIQUES JR et al., 1991), resíduos sólidos não tóxicos da indústria petroquímica (SILVA & BELO, 1996) ou o chamote, resíduo gerado pela própria indústria de cerâmica vermelha.
Os materiais cerâmicos, nas suas mais variadas aplicações, continuam ainda hoje sendo amplamente usados e relacionados a um alto padrão de vida, devido às suas características que os tornam superiores a outros materiais (ABCI, 1990; PETRUCCI, 1982), como valor estético e cultural, conforto, custos, porosidade que mantém o clima interior com baixa umidade, excelente isolamento térmico e acústico, resistência a altas temperaturas e à propagação do fogo, versatilidade de projetos, permitindo edifícios de até 6 andares sem o uso de estrutura de concreto (ABCI, 1990; OBERMEIER & VIEIRA, 1998). Associadas a estas qualidades estão a alta resistência mecânica e a durabilidade, por serem materiais quimicamente estáveis, não sendo atacados por agentes que correm materiais orgânicos (ABIKO, 1988).
Cerâmica Vermelha no mundo
A Cerâmica Vermelha acompanha a humanidade desde a pré-história. A primeira queima de argila ocorreu por volta de 23.000 a.C. (OBERMEIER & VIEIRA, 1998). Os primeiros vestígios da produção de tijolos surgiram com a descoberta de cavernas com desenhos ilustrando o método da época para fazer tijolos e outras peças, a cerca de 6.000 a.C.. A durabilidade deste material pode ser constatada pelo aspecto praticamente inalterado de construções de antigas civilizações descobertas por arqueólogos (ABIKO, 1988) e de alguns objetos como pratos e vasos. A técnica construtiva em alvenaria de tijolos ou blocos cerâmicos remonta aos antigos caldeus e assírios, que em torno de 4.000 a.C. já usavam este material para erguer casas e palácios (HOLLANDA, 1975). No decorrer do desenvolvimento da humanidade, nos quatro continentes, existem manifestações do uso deste material, demonstrando sua versatilidade e aceitabilidade em diferentes culturas.
Cerâmica Vermelha no Brasil
No Brasil, há mais de 2.000 anos, antes mesmo da sua “descoberta” pelos portugueses, já existia a atividade de fabricação de cerâmicas, representada por potes, baixelas e outros artefatos cerâmicos. A cerâmica mais elaborada foi encontrada na Ilha de Marajó. Do tipo marajoara, tem sua origem na avançada cultura indígena da ilha. Entretanto, estudos arqueológicos indicam que a presença de uma cerâmica mais simples ocorreu na região amazônica, há mais de 5000 anos atrás.
No que tange à cerâmica vermelha, as escassas e imprecisas informações referem-se à utilização no período colonial, a partir de técnicas de produção rudimentares introduzidas pelos jesuítas, que necessitavam de tijolos para construção de colégios e conventos.
A partir de 1549, com a chegada de Tomé de Sousa ao país, é estimulada a produção material de construção para o desenvolvimento de cidades mais bem planejadas e elaboradas.
Em 1575 há indícios do uso de telhas na formação da vila que viria a ser a cidade de São Paulo/SP. E foi a partir desse estímulo que começa a se desenvolver a atividade cerâmica de forma mais intensa, sendo as olarias o marco inicial da indústria em São Paulo. Com maior concentração nas últimas décadas do século XIX, a produção nas olarias se dava por meio de processos manuais e em pequenos estabelecimentos, e tinham como produto final tijolos, telhas, tubos, manilhas, vasos, potes e moringas, os quais eram comercializados localmente.
A primeira grande fábrica de produtos cerâmicos do Brasil foi fundada em São Paulo, em 1893, por quatro irmãos franceses, naturais de Marselha, com o nome de “Estabelecimentos Sacoman Frères”, posteriormente alterado para “Cerâmica Sacoman S.A.”, a qual encerrou suas atividades em 1956. O nome das telhas conhecidas por “francesas” ou “marselhesas” é devido à origem destes empresários.
Alvenaria Estrutural é um sistema construtivo racionalizado, no qual as paredes são elementos portantes, composto por unidades de alvenaria unidas por juntas de argamassa capazes de resistir a outras cargas, além de seu peso próprio. É o oposto da alvenaria tradicional, projetada e construída empiricamente.
Segundo ROMAN, alvenaria estrutural é um processo construtivo em que as paredes e as lajes enrijecedoras funcionam estruturalmente em substituição aos pilares e vigas utilizados nos processos construtivos tradicionais, sendo dimensionado segundo cálculos racionais e de confiabilidade determinável. As paredes funcionam ao mesmo tempo estruturalmente e como vedação, o que proporciona maior simplicidade construtiva. Além de suas funções estruturais, a alvenaria estrutural tem a propriedade de resistir a impactos, garantir a vedação, estanqueidade e conforto térmico e acústico.
Quanto à técnica construtiva, a alvenaria estrutural pode ser classificada em:
a) não armada: quando se compõe apenas de blocos e juntas de argamassa, mais utilizada em regiões de baixa atividade sísmica, como o Brasil;
b) armada: quando, além dos blocos e das juntas de argamassa, é utilizada uma armadura passiva imersa em graute em regiões pré-definidas, dando maior flexibilidade à arquitetura e proporcionando maiores vãos;
c) parcialmente armada: quando, além dos blocos e das juntas de argamassa, existe uma armadura passiva colocada em algumas regiões com finalidade pré-definida;
d) protendida: quando o elemento resistente possui armadura ativa, submetendo a alvenaria a esforços de compressão.
Vantagens da alvenaria estrutural
a) simplificação dos procedimentos de execução, redução do número de etapas e redução da diversidade de materiais e mão de obra;
b) eliminação de interferências através da compatibilização de todos os processos e facilidade de integração com outros subsistemas;
c) não permite as improvisações que acabam por encarecer o custo da obra;
d) grande facilidade de organização;
e) possibilidade de diferentes níveis de mecanização.
Matéria-Prima
A argila é a principal matéria-prima para a produção da cerâmica vermelha, e se destaca como a 4ª maior produção de setor mineral, posicionando-se abaixo da produção de ferro 368,8 Mt, e dos agregados areia (300 Mt) e brita (234 Mt). A partir da produção estimada de 63 bilhões de peças cerâmicas em 2008, considerando a massa média de 2,0 kg/peça, pode-se estimar a utilização de 123 Mt de argila por ano, volume que vem diminuindo com a adição de resíduos na massa.
O setor
Segundo a Associação Nacional da Indústria da Cerâmica (Anicer), o setor conta com aproximadamente 6.900 empresas, sendo bastante pulverizado e composto principalmente de micro e pequenas empresas, quase sempre de organização familiar, contudo, com tendência de aumento da participação nos empreendimentos de maior porte na produção nacional.
A renda do segmento tende a permanecer nos locais de produção, com impacto econômico e social significativo. Este valor representa um pequeno percentual do PIB brasileiro. Os principais produtos são tijolos, blocos de vedação e estruturais, telhas naturais e coloridas, elementos de enchimento, tubos, pisos, entre outros materiais que compõem acima de 90% das alvenarias e coberturas utilizadas no País.
A produtividade média do segmento oleiro cerâmico brasileiro é de 15,8 mil peças / operário / mês, com variações regionais. Há uma diferença de desempenho de produtividade entre os países desenvolvidos e os em desenvolvimento. Isto mostra a necessidade da modernização do segmento nos países mais atrasados, como o Brasil.
Os últimos dados oficiais do setor, divulgados pelo Instituto Brasileiro de Geografia e Estatística (IBGE) em 2008, mostram uma produção de 63 bilhões de peças por ano (75% de blocos / tijolos e 25% de telhas), levando a um faturamento de R$ 18 bilhões. O setor representa 4,8% da Indústria da Construção Civil, com geração de 293 mil empregos diretos e 900 mil indiretos.
Exportações e Importações
O comércio internacional neste segmento industrial é reduzido. Com efeito, o país exportou, em 2009, US$ 4,5 milhões (40 mil toneladas). As importações também são pequenas, apenas US$ 886 mil (17,6 mil t). Estes valores demonstram, praticamente, uma autossuficiência brasileira neste setor produtivo. O padrão produtivo do Brasil é considerado tecnologicamente atrasado frente a outros países produtores de cerâmica vermelha. Uma quantidade pequena de empresas, porém crescentes, utiliza processos produtivos com tecnologias mais atuais, como sistemas semi-automáticos de carga e descarga e fornos túneis. Ainda, cerca de 1% das 6.900 empresas já conquistaram a certificação e pelo menos 5% está em processo.
Combustíveis
Investir em pesquisas que proporcionem economia na produção e agreguem soluções sustentáveis na etapa da queima da Cerâmica Vermelha é uma iniciativa já adotada por 40% do setor e cada vez mais comum entre os ceramistas. A utilização de resíduos como combustível nos fornos comprova que este tipo de energia reúne diversas vantagens como baixo custo, possibilidade de reaproveitamento de resíduos, além de ser renovável e menos poluente.
Em meio às várias alternativas de resíduos, podemos encontrar as cascas do arroz, do coco, da castanha, do amendoim, do algodão, do café, as palhas do coco e da carnaúba, o bagaço da cana de açúcar, a serragem, galhos provenientes de podas de vegetais do paisagismo, entre outros. O poder calorífico de cada um desses combustíveis alternativos sofre variações que vão desde 3570 (palha de milho) até 4880 kcal/kg (pó de serra).
A implantação de mecanismos que favoreçam a eliminação do uso de combustíveis não renováveis na indústria cerâmica dão origem a diversas vantagens para os empresários do setor. A utilização de biomassas gera créditos de carbono para futuras comercializações. Além disso, o processo agiliza algumas etapas. As biomassas absorvidas pelas cerâmicas, se não fossem utilizadas, seriam encaminhadas aos aterros sanitários e durante a sua decomposição, liberariam grandes volumes de metano, um gás que tem potencial de aquecimento atmosférico 21 vezes superior ao do dióxido de carbono (CO2). Segundo dados da Social Carbon, a adoção destas biomassas evita a emissão de 11 milhões de toneladas de CO2.
A empresa em questão sofre com a falha na aplicação do Design do Serviço pelas  áreas  de operação,  em  tempo e  forma  adequada, em  consequência  ocorre descumprimento   dos  procedimentos   e   normas  internos,   falta   de  padronização e problemas por não cumprimento das especificações contidas no DoS, na execução dos projetos na plataforma.
Por esse fato, normalmente, na hora da montagem e instrumentação da planta de teste,os operadores e supervisores se baseiamem suas experiências e deixam de analisar e seguir o projeto feito para o trabalho, podendo assim deixar de considerar um equipamento, um dispositivo, uma especificação de tubo, uma válvula, entre outros fatoresque foramadicionados para o trabalho e estão contemplados e explicados no DoS.
Devido a essa falta de aplicação do Design do Serviço, o mesmo torna-se apenas um relatório e só é analisado, normalmente, caso ocorra algum problema, tornando-se apenas uma possibilidade de ação corretiva de erros.Mas, até isso ser verificado e corrigido, horas de trabalhos serão perdidas e a eficiência na qualidade das operações comprometida, gerando custos extras no contrato e até possíveis acidentes.